# 内池武者右衛門
内池武者右衛門（うちいけ むしゃえもん、生没年不詳）は、江戸時代末期の川越藩士。「先登録」という幕末の海防記録を記した。

## 概略
アメリカ海軍東インド艦隊司令官・マシュー・ペリーが黒船4隻を率いて浦賀に寄港したのは嘉永6年（1853年）であったが、その7年前にアメリカの軍艦が初めて日本に来航した。日本との通商や外交交渉の開始を求めたジェームズ・ビッドルアメリカ東インド艦隊司令官だった。ビッドルはヴィンセンスとコロンバスの2隻を率いて弘化3年（1846年）閏5月27日（7月19日）、浦賀にやってきた。アメリカ商船モリソン号の来航は天保8年（1837年）にあったが、米軍艦の来航は日米外交史でこれが初であった。
江戸幕府は文政3年（1820年）、会津藩に代わって川越藩に三浦半島東部の警備を命じ、川越藩は相模国三浦郡に1万5千石の領地を構え藩兵を駐屯させていた。天保13年（1842年）には江戸湾の警備が強化され、川越藩は浦郷から三崎にいたる三浦半島東南岸一帯の担当となり、厳戒態勢が命じられた。
閏5月27日朝、（ジェームズ・ビッドルの軍艦）黒船が城ヶ島に現れたとの漁民の報せで、川越藩の浦之郷陣屋にいた川越藩士12名は三崎浜から小舟で飛び出した。先陣争いは武士の務めであり、強風に逆らって三里半ほど進んで2隻の黒船を発見、その内のヴィンセンスに接近した。内池武者右衛門は単身でヴィンセンスの腕木の鎖に飛びついて、するすると艦上によじ登ると川越藩の御船印をヴィンセンスの船首に立て、一番乗りの名のりを上げた。あっけに取られているヴィンセンスの水兵たちを尻目に、藩士たちは、旗印を船尾にも立てた。藩士らは面白がっているアメリカの水兵と身振り手振りで交渉、ヴィンセンスに乗船していた中国人船員を通じて漢字の筆談も行い、酒を飲み交わし腕相撲をとった。日米の兵士による初の交流であった、と言われている。
これらは武者右衛門が記した「先登録」という手記に残されているエピソードである。「先登録」の写本は川越市立中央図書館が所蔵している。
司令官ビッドルは記録を残していないが、ペリーの記した「日本遠征記」にはビッドル艦隊が経験した話として、この武者右衛門らが立てた2本の棒の話などがあり、「先登録」の記述とよく一致している。
夕方になって武者右衛門らがヴィンセンスを下船する際に、気に入られた武者右衛門だけが懐中時計をお土産にもらった。日本で最初に西洋式懐中時計を所有した人物、とされる。鎖国政策の世で武者右衛門はその事実を隠していたが、明治になり懐中時計のことを話すと、それが県令の耳に入る。明治初期には西洋時計は街には全く無く、武者右衛門は高給で川越町（現埼玉県川越市）の時報管理主任に雇われた、という。